# Allianz Direct
Allianz Direct, s.r.o. byla v letech 2006 až 2013 pojišťovna působící na českém trhu. Společnost patřila do velké globální skupiny Allianz SE. 
Oblasti podnikání byly pojištění motorových vozidel, povinné ručení a havarijní pojištění, dále pojištění majetku a odpovědnosti občanů. 